# Bombus religiosus
Bombus religiosus là một loài Hymenoptera trong họ Apidae. Loài này được Frison mô tả khoa học năm 1935.